# Herb Zdun
Herb Zdun – jeden z symboli miasta Zduny i gminy Zduny.

## Wygląd i symbolika
Herb przedstawia na tarczy w polu błękitnym srebrną głowę świętego Jana Chrzciciela z czarnymi włosami na złotej misie. 

## Historia

Herb miasta i gminy do 2025

Herb ten jest dawnym herbem miasta Zduny Nowe, jednego z trzech odrębnych ośrodków miejskich (obok Zdun Starych i Sieniutowa). Zduny Stare posiadały herb przedstawiający głowę swojego patrona, św. Jana, umieszczony między dwiema spiczasto zakończonymi wieżami. Tak ukształtowane godło występuje m.in. na pieczęci miejskiej z 1642 roku, której używano do końca XVIII wieku. Po połączeniu się Zdun Nowych i Starych jeden organizm miejski, nowe miasto z woli właściciela, Aleksandra Sułkowskiego, posługiwało się symboliką Zdun Nowych. Symbolika Sieniutowa nie jest znana.
W 2017 Komisja Heraldyczna odmówiła zatwierdzenia używanego przez miasto herbu, będącego najprawdopodobniej stylizacją autorstwa Mariana Gumowskiego z 1932. Z tego powodu, w 2018, władze gminy rozpoczęły współpracę z Alfredem Znamierowskim w celu opracowania poprawnej symboliki. Z uwagi na nieprzewidziane okoliczności prace przeciągnęły się, ostatecznie przy wsparciu Kamila Wójcikowskiego i Roberta Fidury dokończono prace nad herbem. Nowe symbole gminy ustanowiono 30 kwietnia 2025.